# أبو طيلون مصبوغ
أبو طيلون المصبوغ (باللاتينية: Abutilon pictum) نوع نباتي ينتمي إلى جنس أبو طيلون من الفصيلة الخبازية.

## الموئل والانتشار
موطن أبو طيلون المصبوغ هو المناطق الاستوائية في البرازيل والأرجنتين. وانتشر أيضاً في أمريكا الوسطى.